# تاجان درة
تاجان‌ درة هي قرية في مقاطعة أشنوية، إيران. يقدر عدد سكانها بـ 290 نسمة بحسب إحصاء 2016.